# پدرو سوتو
پدرو سوتو (اسپانیایی: Pedro Soto‎؛ زادهٔ ۲۲ اکتبر ۱۹۵۲) بازیکن فوتبال اهل مکزیک بود.
از باشگاه‌هایی که در آن بازی کرده‌است می‌توان به باشگاه فوتبال آمریکا اشاره کرد.
وی همچنین در تیم ملی فوتبال مکزیک بازی کرده‌است.